# 3月27日
3月27日是公历一年中的第86天（闰年第87天），离全年的结束还有279天。			

## 大事记

### 19世紀以前
- 1625年：在詹姆士一世逝世後，王儲查理一世登基成為英格蘭、蘇格蘭及愛爾蘭國王。
- 1782年：英国辉格党领导人第二代罗金汉侯爵查尔斯·沃森-文特沃斯第二度出任英国首相一职。
- 1794年：由於美國船隻受到巴巴里海盜襲擊，美國國會通過訂造軍艦組建海軍的法案。

### 19世紀
- 1802年：英國、法國、西班牙等國簽署結束法國大革命戰爭的《亞眠和約》，第二次反法同盟瓦解。
- 1836年：墨西哥總統安東尼奧·羅培茲·德·聖塔·安那下令處決大約400名德克薩斯共和國戰俘。
- 1854年：與鄂圖曼帝國結盟的英國和法國一同向俄羅斯宣戰，開始參與克里米亞戰爭。

### 20世紀
- 1945年：諾羅敦·西哈努克宣布柬埔寨独立。
- 1946年：国共达成《东北停战协议》。
- 1958年：苏联共产党第一书记尼基塔·赫鲁晓夫接替尼古拉·布尔加宁就任苏联部长会议主席。
- 1964年：美國阿拉斯加州中南部威廉王子灣發生MW 9.2大地震和海嘯，造成131人死亡。
- 1970年：柬埔寨内阁首相朗诺发动政变（英语：Cambodian coup of 1970）夺取政权，國王西哈努克被废黜。
- 1973年：《教父》获得第45届奥斯卡最佳影片、最佳男主角及最佳编剧3项大奖。
- 1977年：荷蘭皇家航空和泛美航空的兩架波音747在西班牙發生相撞，造成583人死亡。
- 1993年：第八届全国人民代表大会第一次會議选举江泽民为中华人民共和国主席暨中华人民共和国中央军事委员会主席，榮毅仁為中华人民共和国副主席。
- 1996年：民視在台灣開播。
- 1998年：美国辉瑞制药公司研发治疗男性勃起功能障碍的药物威而鋼获得美国食品药品监督管理局的上市许可。
- 1999年：在北約轟炸南斯拉夫期間，南斯拉夫軍隊（英语：Armed Forces of Serbia and Montenegro）的一支部隊擊落一架美國空軍的F-117隱形飛機。

### 21世紀
- 2004年：美國X-43A實驗機成功地在太平洋上空完成高達7馬赫的極超音速飛行，打破世界紀錄；马来西亚联邦直辖区成立。
- 2005年：获得美国金球奖的医学电视系列剧《实习医生》于美国广播公司首次播出。
- 2010年：全球逾6,000座城市参与了世界自然基金会发起的「地球一小時」關燈一小時行動[1]。
- 2011年：澳大利亚CVC广播电台宣布停止其10年的短波广播。
- 2013年：台灣南投縣仁愛鄉境發生芮氏規模6.2級地震，造成1死97傷。
- 2018年：蘋果公司發佈了新的9.7吋iPad。
- 2020年：香港新增65宗新型冠狀病毒肺炎確診個案，為第二波疫情以來單日確診數量最高。[2]政府宣布兩項新防疫措施，以限制人群聚集和減少社交接觸，包括28日下午六時起管制餐飲業營運、關閉6類娛樂場所和29日凌晨開始禁止4人以上公眾聚會。[3]
- 2023年：中華民國前總統馬英九抵達上海，展開祭祖及交流之旅，為1949年臺灣海峽兩岸分治以後首位訪問中國大陸的卸任總統。

## 出生
- 972年：羅貝爾二世，法蘭西國王（1031年逝世）
- 1776年：夏爾-弗朗索瓦·布里索·德米爾貝爾，法國植物學家、政治人物（1854年逝世）
- 1784年：喬納森·詹寧斯，美國政治人物，首任印第安納州州長（1834年逝世）
- 1784年：克勒什·喬瑪·山多爾，匈牙利語言學家、東方學家（1842年逝世）
- 1785年：路易十七，法蘭西國王（1795年逝世）
- 1811年：塞缪尔·穆勒迪，美國天主教牧師兼耶穌會士（1866年逝世）
- 1845年：威廉·伦琴，德國物理學家，1901年诺贝尔物理学奖得主（1923年逝世）
- 1863年：亨利·萊斯，英國工程師（1933年逝世）
- 1879年：愛德華·史泰欽，美國攝影師（1973年逝世）
- 1886年：謝爾蓋·基洛夫，蘇聯領導人（1934年逝世）
- 1886年：路德維希·密斯·凡德羅，德國建築師（1969年逝世）
- 1894年：勒內·豐克，法國王牌飛行員、民族英雄（1953年逝世）
- 1900年：史良，中國律師、法律家、政治人物、社會運動家（1985年逝世）
- 1901年：佐藤榮作，日本政治人物，第61－63任內閣總理大臣，1974年諾貝爾和平獎得主（1975年逝世）
- 1906年：高錦花，臺灣鋼琴家（1988年逝世）
- 1909年：雷蒙·奧利弗，法國廚師、電視節目主持人（1990年逝世）
- 1912年：詹姆斯·卡拉漢，英國政治人物，前任英國首相（2005年逝世）
- 1917年：赛勒斯·万斯，美國政治人物，第57任美國國務卿（2002年逝世）
- 1920年：理查德·海曼，美國口琴演奏家、通俗音樂編曲和指揮家（2014年逝世）
- 1927年：姆斯季斯拉夫·罗斯特罗波维奇，俄罗斯大提琴演奏家、指揮家（2007年逝世）
- 1933年：米歇爾·蓋拉爾，法國廚師、作家（2024年逝世）
- 1939年：金昌準，美國首位東洋裔國會眾議員。
- 1949年：杜布拉芙卡·烏格雷希奇，克羅埃西亞裔荷蘭作家（2023年逝世）
- 1949年：關正傑，香港歌手
- 1950年：黃玉郎，香港漫画家
- 1952年：安娜瑪麗·莫澤-普勒爾，奧地利高山滑雪運動員
- 1953年：何晶，新加坡第3任总理李显龙的第二任妻子，淡马锡控股首席执行长。
- 1955年：馬里亞諾·拉荷義，西班牙前首相
- 1956年：梁國雄，香港政治人物
- 1958年：趙心妍，台灣女演員
- 1959年：林敏驄，香港填詞人及演員
- 1961年：松本孝弘，日本乐队B'z成员
- 1961年：克里斯蒂安·恩蔡，馬達加斯加總理
- 1963年：昆汀·塔伦蒂诺，美國電影導演
- 1966年：梅澤春人，日本漫畫家
- 1969年：瑪麗亞·凱莉，美國女歌手、詞曲作家、演員、音樂製作人、導演
- 1970年：莱伊拉·巴列维，伊朗公主（2001年逝世）
- 1970年：S·S·拉傑摩利，印度電影導演、製片人、編劇
- 1971年：奈森·菲利安，加拿大男演員
- 1972年：陳慶，韓國演員
- 1974年：文迪達，西班牙足球運動員
- 1975年：菲姬，美國女歌手、詞曲創作人
- 1976年：吳嘉龍，香港演員
- 1976年：劉黎敏，中國女子游泳運動員
- 1977年：泽德·塞塞利亚，澳大利亞政治人物
- 1979年：鍾佩玲，臺灣政治人物
- 1979年：篠塚廣夢，日本漫畫家
- 1979年：李志勳，韓國男演員、歌手
- 1981年：林俊傑，新加坡男歌手
- 1984年：羅斯·烏布利希，美國商人，暗網市場絲路創辦人
- 1985年：拉姆·恰蘭，印度男演員
- 1986年：盧凱彤，香港歌手（2018年逝世）
- 1986年：曼努埃尔·诺伊尔，德國足球運動員
- 1986年：約吉蒂·多蓮娜，俄罗斯芭蕾舞者
- 1986年：顏子菲，加拿大籍香港模特兒、演員、節目主持人
- 1988年：愛内梨花，日本AV女優
- 1988年：內田篤人，日本職業足球運動員
- 1988年：潔西·J，英國女歌手、詞曲作家
- 1990年：胡鴻鈞，香港歌手
- 1990年：竹內惠美子，日本女性聲優
- 1991年：吳承允，韓國男演員
- 1992年：悠木碧，日本女性聲優
- 1993年：陳豐諺，新加坡男演員
- 1996年：吕畅九，韩國男子偶像團體PENTAGON成員
- 1996年：成國，韓國男子偶像團體VANNER成員
- 1996年：羅莎貝爾·勞倫提·塞勒斯，義大利裔美國女演員
- 1996年：鄭穎，新加坡女演員
- 1997年：ØZI，台灣創作歌手
- 1997年：Lisa，韩國女子偶像團體BLACKPINK成員
- 2000年：海莉·貝莉，美國女歌手、詞曲作家、演員
- 2005年：山繆·拉克-薩基，英格蘭職業足球運動員
- 2007年：豐嶋花，日本女演員

## 逝世
- 254年：夏侯玄，曹魏官員，玄学家，文学家（209年出生）
- 913年：朱友珪，五代時期後梁皇帝（885年出生）
- 964年：阿爾諾一世，佛蘭德伯爵（893年/899年出生）
- 1615年：瑪格麗特·德·瓦盧瓦，法國及納瓦拉的王后（1553年出生）
- 1620年：小松姬，安土桃山時代至江戶時代初期的女性，上田藩、後來的松代藩藩主真田信之（信幸）的正室。
- 1625年：詹姆士一世，英格蘭和愛爾蘭國王，同時也是蘇格蘭國王，稱詹姆士六世（1566年出生）
- 1858年：讓·紀堯姆·奧迪內-塞維爾，法國昆蟲學家（1775年出生）
- 1878年：喬治·吉爾伯特·斯科特，英國建築師（1811年出生）
- 1931年：阿諾德·貝內特，英國作家（1867年出生）
- 1940年：瑪德琳·阿斯特，美國社交名媛，鐵達尼號生還者（1893年出生）
- 1947年：田中久一，日本軍人，前臺灣軍參謀長、前香港總督（1889年出生）
- 1950年：所羅門·烏拉·阿塔，湯加政治人物，第9任湯加首相（1883年出生）
- 1952年：豐田喜一郎，日本企業家，豐田汽車創辦人（1894年出生）
- 1967年：吳新榮，臺灣醫師、政治人物（1907年出生）
- 1968年：尤里·阿列克谢耶维奇·加加林，俄羅斯太空人，第一名进入太空的宇航员（1934年出生）
- 1972年：莫里茨·科內利斯·費雪，荷蘭版畫藝術家（1898年出生）
- 1974年：王明，前中共中央總書記（1904年出生）
- 1981年：茅盾，中国现代文学家（1896年出生）
- 1992年：詹姆斯·韦伯，美国国家航空航天局第二任局长（1906年出生）
- 1994年：勞倫斯·韋瑟比，美國政治人物，第48任肯塔基州州長（1908年出生）
- 1995年：墨里奇奥·古驰，意大利企业家（1948年出生）
- 2002年：比利·懷德，美國導演、編劇、製片人（1906年出生）
- 2006年：史坦尼斯劳·莱姆，波兰科幻小说家（1921年出生）
- 2008年：雷聲隆，香港政界人物（1946年出生）
- 2015年：王玨，台灣男演員（1918年出生）
- 2021年：辛春浩，韓國商人，農心集團創始人兼董事長，被譽為「辛拉麵之王」（1930年出生）
- 2024年：丹尼尔·卡尼曼，以色列裔美國心理學家，2002年諾貝爾經濟學獎得主（1934年出生）
- 2024年：乔·利伯曼，美國政治人物，曾任康乃迪克州聯邦參議員（1942年出生）
- 2025年：谷峰，香港男演員（1930年出生）

## 节假日和习俗
- 世界戲劇日
- 緬甸：軍人節